# Гольдштейн, Аркадий Фёдорович
Гольдштейн, Аркадий Фёдорович (известный также как Ариэль Голан; 10 декабря 1921, Херсон — 2 декабря 2007, Иерусалим) — российский и израильский исследователь Кавказа, исследователь архитектуры, писатель; кандидат архитектуры.

## Биография
Родился в Херсоне. Участник Великой Отечественной войны, дошёл до Венгрии, где был ранен в бою под городом Сомбатхей. Награждён медалью «За боевые заслуги».
В 1951 году окончил обучение на архитектурном факультете Харьковского инженерно-строительного института. После этого работал архитектором в городе Саратов.
Окончил аспирантуру в Академии строительства и архитектуры СССР, темой кандидатской диссертации было творчество американского архитектора Фрэнка Ллойда Райта. В те же годы Гольдштейн перевёл с английского книгу Райта «Будущее архитектуры», которая была издана в 1960 году с его комментариями и c предисловием, написанным Гольдштейном совместно с А. И. Гегелло, его научным руководителем. В 1973 году вышла в свет монография Гольдштейна о Райте.
В 1959—1969 годах преподавал архитектуру на строительном факультете кафедры архитектуры и строительных конструкций Дагестанского государственного университета. Во время преподавания курсов по основам проектирования и истории архитектуры и градостроительства, у него возник интерес к традиционной архитектуре Кавказа, которой он и посвятил свои основные труды. В дальнейшем Гольдштейн стал старшим научным сотрудником Центрального научно-исследовательского института теории и истории архитектуры.
Аркадий Фёдорович является автором более шестидесяти печатных трудов, в том числе научно-популярной книги «Башни в горах», посвящённой материальной культуре и быту народов Кавказа, где в форме путевых записок документированы и систематизированы архитектурные памятники Северного Кавказа, многие из которых уже в 1960-е годы находились на грани исчезновения, также описаны быт и традиции народов Кавказа. В связи с тем, что в «Башнях» критиковались местные власти, в Дагестане книги были изъяты из продажи.

В научной монографии «Средневековое зодчество Чечено-Ингушетии и Северной Осетии» автор сделал попытку обобщения и классификации средневекового зодчества данных регионов, «большое внимание было уделено автором проблемам генезиса оборонительных, погребальных и культовых сооружений, выявления связей местного зодчества с архитектурой сопредельных стран, а также происхождения архитектурных форм». Профессор, доктор исторических наук, археолог Тменов В. Х. назвал эту работу Гольдштейна «первой попыткой комплексного подхода профессионала-архитектора к исследуемой теме». В предисловии к книге «Средневековое зодчество Чечено-Ингушетии и Северной Осетии» Мовчан Г. Я. писал: 
Работа А. Ф. Гольдштейна по существу открывает нам ту архитектуру, которая здесь уцелела, и он сумел увидеть — впервые! — в этих немногих руинированных остатках драгоценный материал для научных построений — увидел в них как бы геологические напластования сменявших друг друга форм.
...в этой работе автор ищет и даёт смысловое и историко-архитектурное обоснование огромному количеству фактов, которые оказались на пути его маршрутов по Чечено-Ингушетии и Осетии. Обоснования в большинстве случаев новые, часто смелые. Автор отыскивает и находит нужные параллели в весьма широкой зоне и географической, и исторической, и даже — с успехом — лингвистической (терминологический анализ). Даже единичные, частные архитектурные или конструктивные приёмы не оставлены им без внимания. Большинство его постулатов приходится признать по-видимому правильными, вот так, сейчас, трудно оспоримыми и во всяком случае интересными, правдоподобными, если даже и побуждающими к дальнейшим изысканиям и проверке. Само собой, такой подход к теме требовал от автора большой прозорливости, способности к догадке, научного остроумия. Всё это делает работу по-настоящему ценной, оригинальной и интересной для всех изучающих Кавказ.
Многие из тезисов Гольдштейна подвергались и подвергаются критике, однако он является одним из исследователей, стоявших у истоков системного изучения памятников центральной и восточной части Северного Кавказа. К его работам обращались такие исследователи Кавказа, как: Мовчан Г. Я., Хан-Магомедов C. О., Шнирельман В. А., Ахмадов Ш. Б., Тменов В. Х., Мужухоев М. Б. и другие.
Обследовав местность Центрального Дагестана, Гольдштейн опубликовал ряд статей и книгу «Архитектурные памятники Кайтага» (Махачкала, 1969), затем объездил весь Северный Кавказ и опубликовал книгу «Башни в горах» (Москва, 1977), «Его заинтересовали некоторые общие проблемы архитектуры этого региона, в частности башенные типы жилища», — вспоминал Хан-Магомедов в своих трудах. Опубликовав книгу «Башни в горах», Гольдштейн защитил докторскую диссертацию по архитектуре Северного Кавказа, однако ВАК её не утвердил из-за рассматриваемых политических вопросов, не имевших отношения к качеству научного исследования.
В 1973 году в городе Алагир, в горах Северной Осетии, проводил натурные обследования сохранившихся памятников народного зодчества.
В 1987 году Гольдштейн репатриировался в Израиль, где сменил имя на «Ариэль Голан». Под этим именем опубликовал две работы о символизме народных орнаментов, используемых в традиционной архитектуре и других ремёслах. Согласно теории автора, повторяющиеся или сходные в разных культурах элементы орнаментов имеют общие истоки, уходящие в эпоху каменного века, когда они символизировали божеств пантеона. Книга «Миф и символ» содержит огромную базу данных подобных орнаментов-символов, многие из которых были собраны Гольдштейном в путешествиях по Кавказу. Обе книги были изданы на английском языке, «Миф и символ» также на русском. На эти последние работы Гольдштейна ссылаются труды зарубежных и отечественных авторов в разных областях, в основном связанные с религиоведением, антропологией и археологией. Другие, признавая интересными идеи и данные работы Гольдштейна, критикуют его научные методы как устаревшие или ошибочные.

## Рукописи
Сохранилась неопубликованная рукопись книги Гольдштейна «Архитектура Северного Кавказа», над которой автор работал в период между 1960 и 1980 гг. Рукопись сопровождается фотографиями, сделанными автором во время поездок по Кавказу, их более пятисот. Автору удалось переправить её в Израиль уже после своего отъезда из СССР.
Хан-Магомедов C. О. упоминает о подготовленной к печати, но так и не опубликованной рукописи «Кумыкская архитектура». Её местонахождение, а также судьба других неопубликованных материалов Гольдштейна, на данный момент неизвестна.

## Публикации

### Книги
- Гольдштейн А. Ф. «Культура производства и эстетика труда»: Из опыта машиностроит. предприятий. — ил. — М.: «Машиностроение», 1968. — 103 с.
- Гольдштейн А. Ф. «Иллюстрации к курсу архитектуры для специальности ПГС». — рис. — Махачкала: Дагест. гос. ун-т им. В. И. Ленина, 1966. — 106 с.
- Гольдштейн А. Ф. «Архитектурные памятники Кайтага». — a-ил. — Махачкала: «Дагкнигиздат», 1969. — 31 с. — 1000 экз.
- Гольдштейн А. Ф. «Франк Ллойд Райт» / Науч. ред. — д-р арх-ры С. О. Хан-Магомедов. — ил. — Б. ц. — М.: Стройиздат, 1973. — 136 с.
- А. Ф. Гольдштейн. «Средневековое зодчество Чечено-Ингушетии и Северной Осетии» / Центральный НИИ теории и истории архитектуры. — ил. — М.: «Наука», «Главная редакция восточной литературы», 1975. — 57 с. — 10 000 экз.
- Гольдштейн А. Ф. «Башни в горах». — М.: Советский художник, 1977. — 334 с. — 37 000 экз.
- Гольдштейн А. Ф. «Зодчество: книга для учащихся старших классов» / Под ред. Ю. С. Яралова. — ил., фот. — М.: Просвещение, 1979. — 445 с. — 100 000 экз.
- Голан А. «Миф и символ». — 2-е, ил. — М., Иерусалим: «Руслит», Тарбут, 1994. — 371 с.
- Ariel Golan. «Миф и символ: символизм в доисторических религиях» = «Myth and symbol: symbolism in prehistoric religions» (англ.). — «The Journal of Religion[англ.]», 1991. — ISBN 978-9652222459.
- Ariel Golan. «Доисторическая религия: мифология, символизм» = «Prehistoric religion: mythology, symbolism» (англ.). — 2003. — ISBN 978-9659055500.

### Статьи
- Гольдштейн А. Ф. «Башенные сооружения горного Дагестана» : Сб. 23 «Архитектурное наследство». — М., 1975.
- Гольдштейн А. Ф. «Генетические связи дагестанского длиннопланного дома». В сб. «Зодчество Дагестана». Махачкала, 1974.
- Гольдштейн А. Ф. «Дороги и мосты старого Дагестана». В сб. «Зодчество Дагестана». Махачкала, 1975.
- Гольдштейн А. Ф. «Жилой дом в народной архитектуре кумыков». СНС ДГУ, вып. I. Махачкала, 1967.
- Гольдштейн А. Ф., Гаджиева С. Ш. «Жилище дагестанских теркеменцев XIX — начале XX в.» : ДЭС. — Махачкала, 1974. — Вып. I. — С. 45—69.
- Гольдштейн А. Ф., Гаджиева С. Ш. «Из истории жилища дагестанских ногайцев». УЗИИЯЛ, т. XX, серия общ. наук. Махачкала, 1970.
- Гольдштейн А. Ф. «К типологии дагестанского жилища». В сб. «Зодчество Дагестана». Махачкала, 1974.
- Гольдштейн А. Ф. «Намогильные стелы Дагестана». В кн. «Дагестанское искусствознание», вып. I. Махачкала, 1977.
- Гольдштейн А. Ф. «О стиле архитектурного орнамента Дагестана». ГМИНВ, вып. VI. М., 1972.
- Гольдштейн А. Ф. «Планировка и застройка дагестанских селений». СНС ДГУ, вып. III. Махачкала, 1969.
- Гольдштейн А. Ф. «Планировка и фортификация горных селений Чечено-Ингушетии и Северной Осетии». Архитектурное наследство. Сб. 25, М., 1976.
- Гольдштейн А. Ф. «Прообраз формы ионической капители в искусстве Ирана, Кавказа и Восточного Средиземноморья». В кн. «Искусство и археология Ирана». 2-я Всесоюзная конференция. ГМИНВ, М., 1976.
- Гольдштейн А. Ф. «Своеобразные типы планировок дагестанского жилища» : Сб. — М.: Архитектурное наследство, 1975. — № 23.
- Гольдштейн А. Ф. «Срубные конструкции домостроительства в нагорном Дагестане XV—XVIII веков». В сб. «Зодчество Дагестана». Махачкала, 1974.
- Гольдштейн А. Ф. «Традиционная строительная техника в дагестанском зодчестве» : СНС. — Махачкала: ДГУ, 1969. — Вып. III.
- Гольдштейн А. Ф.. «Семантика символа креста в древних культурах Передней Азии и Кавказа» :  [рус.]. — В: «Искусство и археология Ирана и его связь с искусством народов СССР с древнейших времён» [Текст] : Сб. // Тез. докл. : Кн. / Отв. ред. П. М. Поликарпова. — М. : «Советский художник», 1979. — Вып. III Всесоюз. конф. — С. 30, 31. — 96 с.

### Авторефераты диссертаций
- «Гольдштейн А. Ф. Специфика и генезис архитектуры Дагестана, Чечено-Ингушетии и Северной Осетии XII—XIV веков»: Автореферат дис. на соиск. учён. степени д-ра арх-ры: (18.00.01) / Центр. науч.-исслед. ин-т теории и истории архитектуры. М., 1977.
- «Гольдштейн А. Ф. Теория и практика „Органичной архитектуры“ (На примере творчества Ф. Л. Райта)»: Автореферат дис. на соискание учён. степени канд. арх-ры. (№ 840) / Груз. политехн. ин-т. Тбилиси, 1969.
- «Гольдштейн А. Ф. Теоретические взгляды архитектора Райта»: Автореферат дис. на соискание учён. степени канд. арх-ры / Архит. А. Ф. Гольдштейн; Академия строительства и архитектуры СССР. НИИ теории и истории архитектуры и строит. техники. М., 1959.